# Средний Кумор
Средний Кумор — село в Кукморском районе Татарстана. Административный центр Среднекуморского сельского поселения.

## География
Находится в северо-западной части Татарстана на расстоянии приблизительно 5 км на юго-запад по прямой от районного центра города Кукмор.

## История
Известно с 1678 года. В начале XX века действовала Архангельская церковь.

## Население
Постоянных жителей было: в 1782 году — 51 душа мужского пола, в 1859—218, в 1897—335, в 1908—384, в 1920—390, в 1926—393, в 1938—368, в 1949—281, в 1958—283, в 1970—388, в 1979—325, в 1989—216, 260 в 2002 году (удмурты 100 %), 248 в 2010.